# Gyulaj
Gyulaj is een plaats (község) en gemeente in het Hongaarse comitaat Tolna. Gyulaj telt 1110 inwoners (2001).